# Ulów (Lublin)
Pour les articles homonymes, voir Ulów.
Ulów (prononciation [ˈuluf]) est un village de la gmina de Tomaszów Lubelski, du powiat de Tomaszów Lubelski, dans la voïvodie de Lublin, situé dans le sud-est de la Pologne.
Il se situe à environ 9 kilomètres à l'ouest de Tomaszów Lubelski (siège de la gmina et du powiat) et 101 kilomètres au sud-est de Lublin (capitale de la voïvodie).
Le village compte approximativement une population de 280 habitants.

## Administration
De 1975 à 1998, le village était attaché administrativement à l'ancienne voïvodie de Zamość.

Depuis 1999, il fait partie de la nouvelle voïvodie de Lublin.